# 東華三院
東華三院（英語：Tung Wah Group of Hospitals, T.W.G.Hs. / TWGHs），始創於1870年（清穆宗同治九年），是香港歷史最悠久及規模最大的慈善機構之一。
從一個在廟宇內小小的中醫診療亭開始，東華三院一直致力為大眾市民提供多元化的服務，包括醫療服務、教育服務及社區服務。至今，東華三院在全香港設有接近400個服務單位，僱員人數逾一萬名，為全港市民提供涵蓋各層面的服務。

## 名字起源
東華三院代表著東華三院三間最初的醫院，包括了東華醫院（1870年）、廣華醫院（1911年）及東華東院（1929年），這三間醫院都是由香港本地華人建立的。於1931年，於三間醫院組成為東華三院。三家醫院的名稱「東華」、「廣華」總取「服務廣東地區華人的醫院」之意。

## 歷史年表
- 1870年：東華醫院成立。
- 1872年：東華醫院建成啟用。
- 1880年：創辦首間義學。
- 1885年：因賑濟兩廣水災，獲光緒皇帝御賜「萬物咸利」牌匾。
- 1899年：開辦東華義莊。
- 1911年：廣華醫院成立。
- 1912年：獲政府津貼資助增加義學。
- 1929年：東華東院成立。
- 1931年：三院統一合稱「東華三院」。
- 1953年：大口環護養院（東華三院馮堯敬醫院前身）成立。
- 1955年：首間由政府資助興建的小學落成。
- 1961年：東華三院第一中學（現稱東華三院黃笏南中學）開學。
- 1965年：黃大仙護養院（東華三院黃大仙醫院前身）成立。
- 1968年：開辦首間托兒所。
- 1970年：開辦首間安老院。
- 1973年：獲政府津貼社會福利服務。
- 1980年：開辦首間幼稚園。
- 1981年：開辦首間特殊學校。
- 1990年：於廣華醫院內創辦首間婦女健康普查部。
- 1991年：東華轄下5間醫院加入醫院管理局。
- 1994年：盟設首間庇護工場。
- 1997年：創辦長者家居復康外展服務。
- 2001年：開辦首間中醫藥科研中心。
- 2003年：開辦首間問題賭博輔導中心，並命名為東華三院平和坊。
- 2004年：於廣華醫院內創辦首間男士健康普查部。成立「東華三院數碼天地」。
- 2005年：開辦香港中文大學—東華三院社區書院。
- 2006年：於廣華醫院及東華醫院內成立中西醫藥治療中心。
- 2010年：根據古物及古蹟條例（香港法例第53章），文武廟及東華三院文物館被列為香港法定古蹟。同年，東華三院社會服務科禁止在任何情況下向長者使用約束器具，使東華三院成為全港首個全面禁止使用任何約束器具的安老服務機構。
- 2011年：東華學院開辦四年制學士學位課程，於中醫藥專科及普通科門診安裝中醫自助登記及繳費系統。
- 2012年：政府於2012/13年度財政預算案中宣布預留撥款支持廣華醫院重建計劃。同年，開辦全港首間一站式喪親支援及生死教育中心，並命名為「東華三院準提閣佛學會生命同行坊」。
- 2013年：東華三院於九龍的首間中學 ─ 東華三院黃笏南中學的原址重建計劃順利展開
- 2014年：「東華三院生命部落」生死教育中心正式開幕。同年，東華三院朗情綜合家庭服務中心、東華三院樂康軒暨心思廚房、何玉清工場暨宿舍相繼開幕
- 2015年：「馬場先難友紀念碑」獲政府正式刊憲宣佈列作法定古蹟
- 2016年：獲民政事務總署、黃大仙民政事務處及黃大仙區議會支持，舉辦全港首個最大型的戶外冬日極光飄雪匯演—東華三院「極光飄雪嘉年華」
- 2017年：「東華三院賽馬會松朗安老綜合服務中心」正式開幕（原為東華三院戴麟趾安老院），除提供410個宿位外，並創新引入藝術治療概念，透過一系列小組活動及作品展覽，鼓勵長者實踐積極晚年
- 2018年：東華三院馬錦燦紀念小學正式開幕
- 2019年：東華三院寰宇殯儀館正式啟用。同年，東華三院何超蕸綜合復康中心、東華三院金齡中心、港島區首家社會飯堂東華三院膳東軒、東華三院李恩李鋈麟父子樂活熙庭、文武別苑相繼開幕
- 2020年：東華三院醫療中心(北角) 投入服務
- 2022年：東華三院曾憲備小學及東華三院譚錦球伉儷幼稚園正式開幕。同年，東華三院包玉星學校創校，東華三院樂融地區支援中心（離島）正式投入服務。
- 2024年：東華三院小欖峻庭落成及啟用。成立「照顧者支援專線182 183」

資料來源：東華三院發展史簡表 （页面存档备份，存于）

## 紀念建築

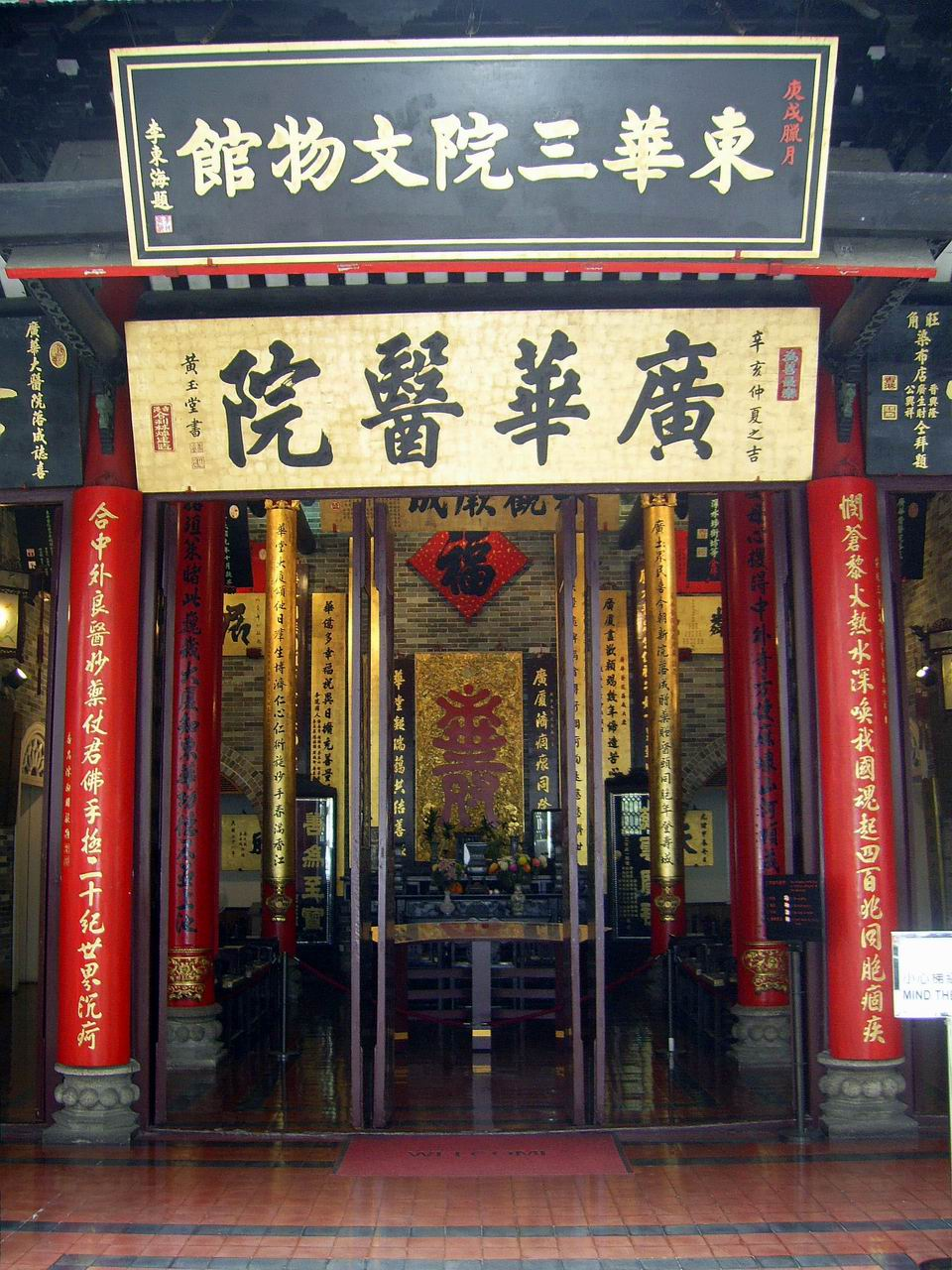
東華三院文物館
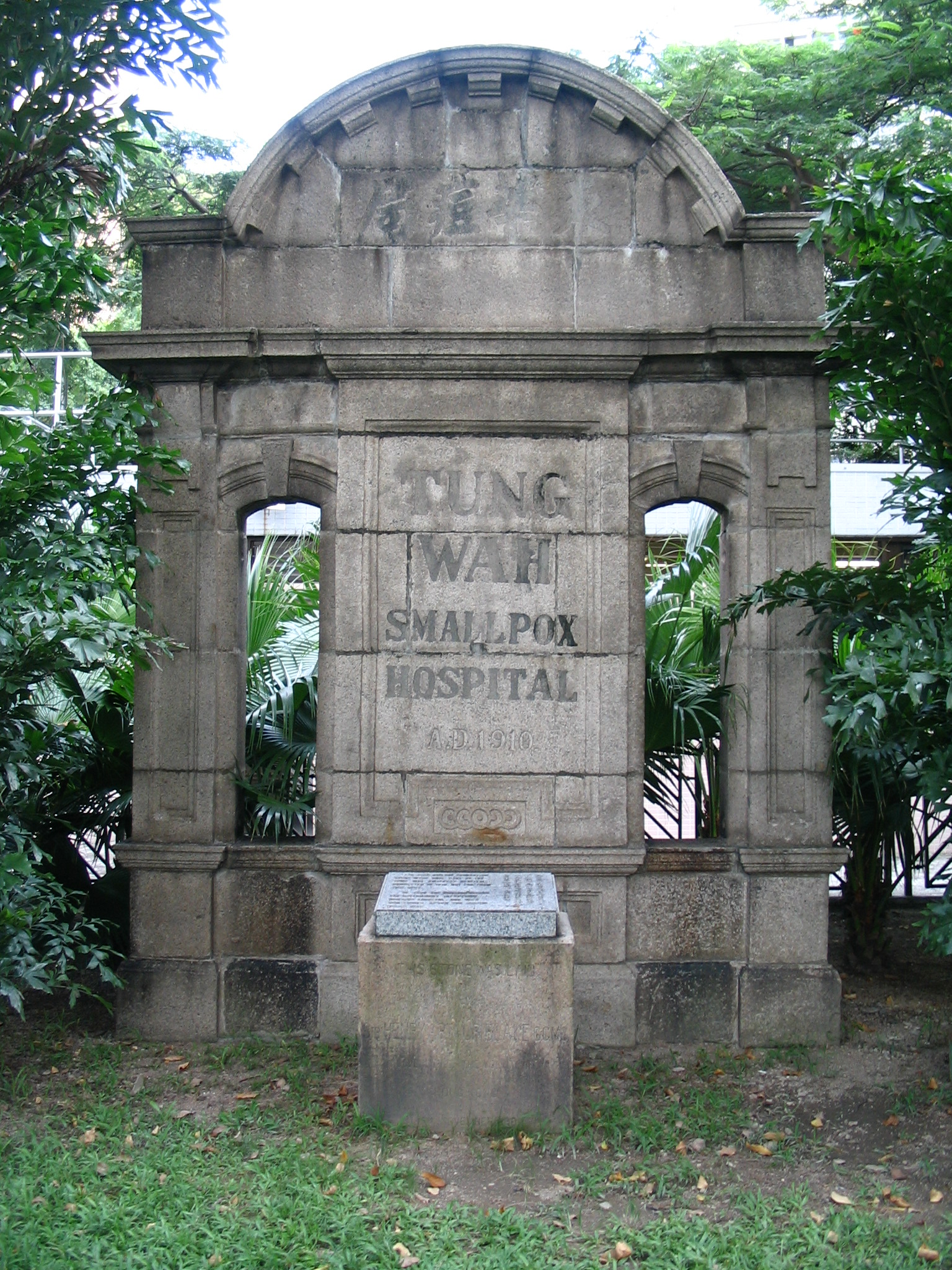
東華痘局拱門及基石
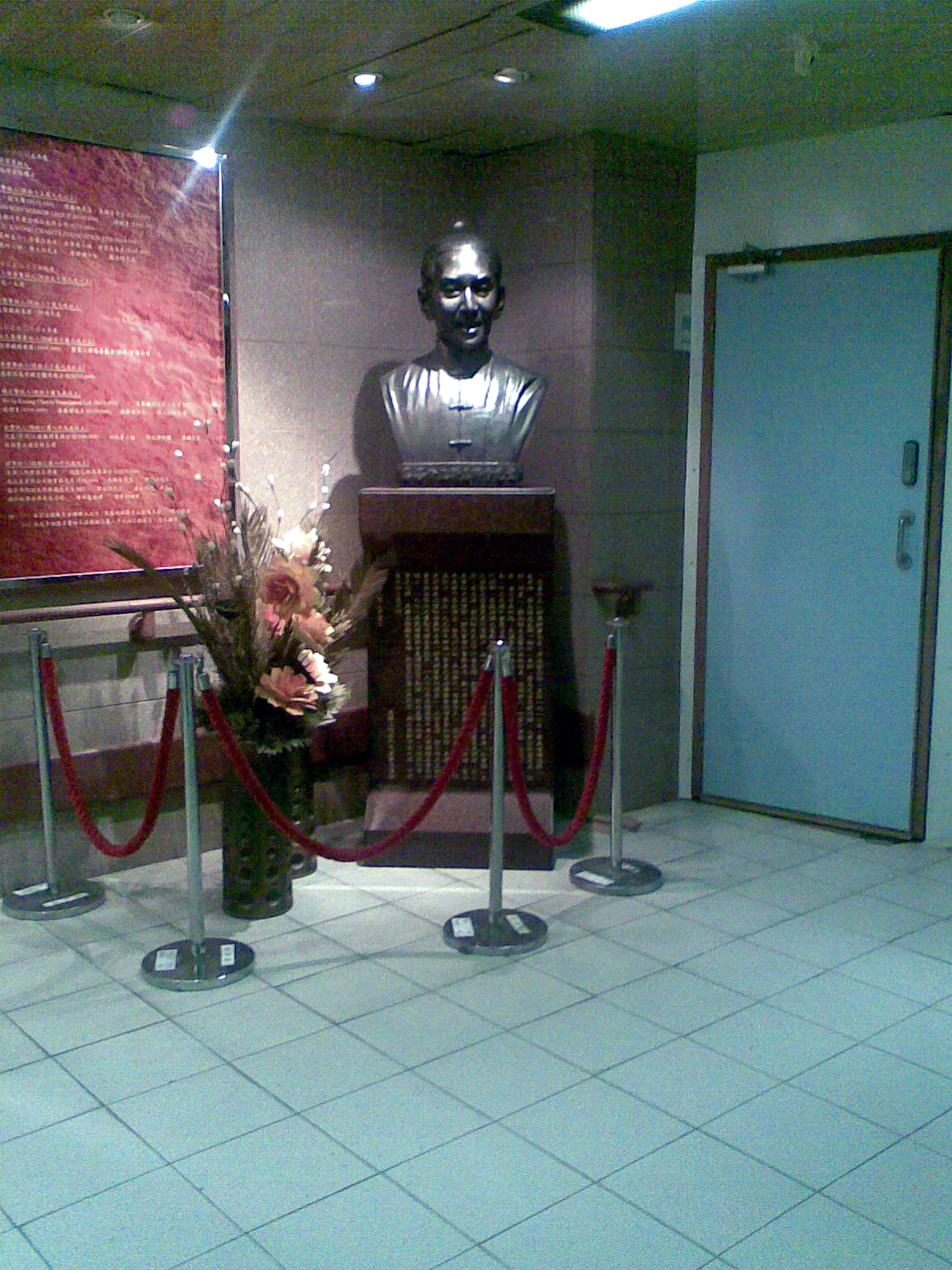
廣華醫院內的新馬師曾紀念像

## 架構
東華三院共設7科及4處，分別為醫務科、教育科、社會服務科、物業科、籌募科、政務科、財務及採購科、人力資源處、資訊科技處、企業傳訊處及稽核處；另外設有一個檔案及歷史文化辦公室及東華學院。執行總監負責掌管東華三院的日常行政運作，並由各部門主管協助處理服務發展及行政事務，現任執行總監是蘇祐安。

### 董事局

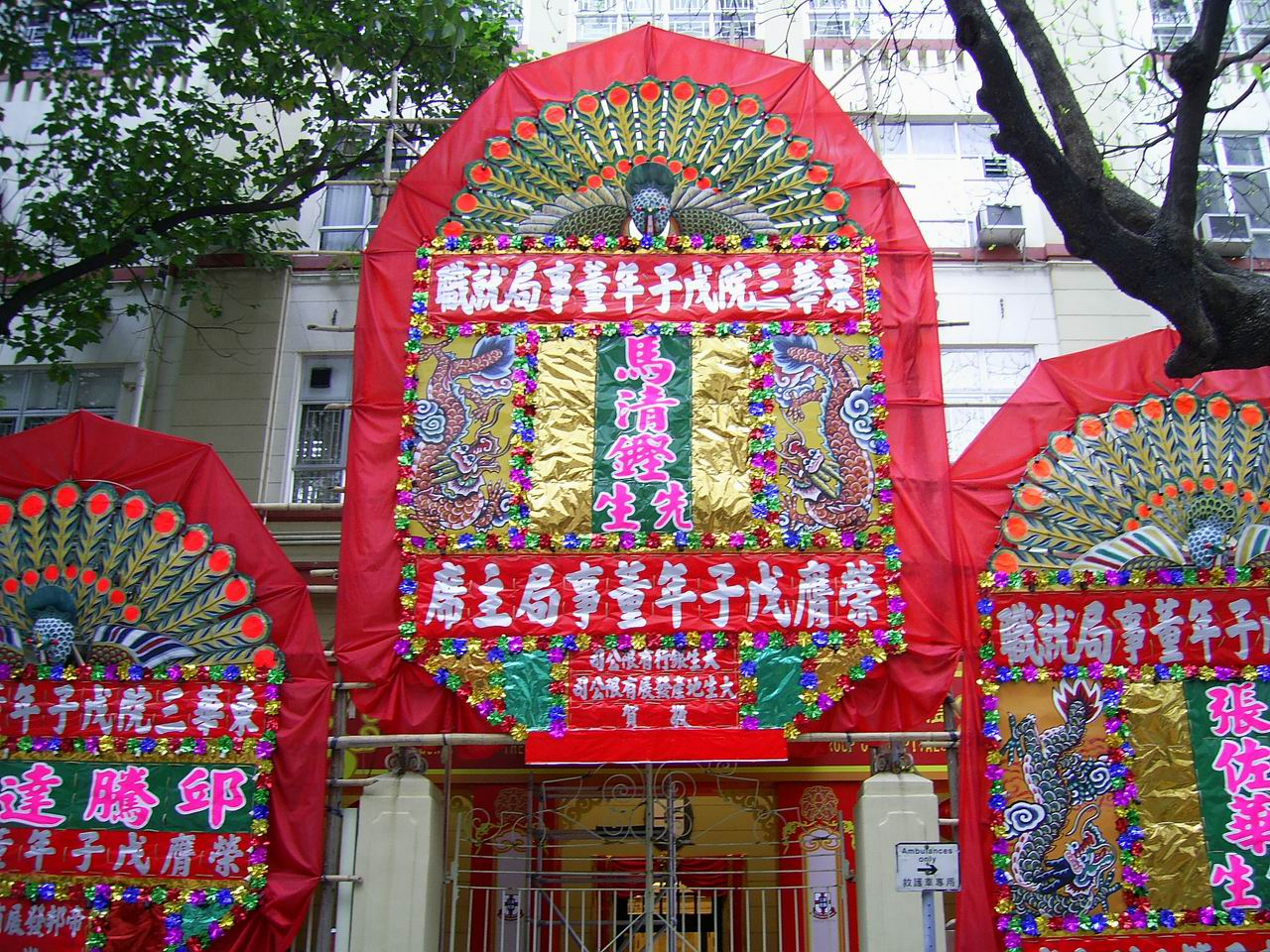
東華醫院外慶祝馬清鏗就任董事局主席的花牌

董事局是根據某一年中最主要捐款人的一個主要榮譽名單，並常見於本地報章中，是社會名人的寫照。所有董事局成員的推選要得到香港政府的批准及許可。
東華三院乙巳年（2025/2026年度）董事局
資料來源： （页面存档备份，存于），

### 顧問局
東華三院顧問局是根據香港法例第1051章《東華三院條例 （页面存档备份，存于）》成立，就影響東華三院及其管理的事宜向董事局提供意見。顧問局由不多於14名成員組成，亦由民政及青年事務局局長出任主席，立法會議員須透過互選，提名一位議員出任顧問局的當然成員。
成員
| - 麥美娟 局長 （民政及青年事務局局長，當然主席） - 盧寵茂 教授 （醫務衞生局局長，當然委員） - 高永文 議員 （香港行政會議成員代表） - 鄧家彪 議員 （香港立法會議員互選代表） - 施榮恆 先生 - 何超蕸 女士 - 馬陳家歡 先生 - 李鋈麟 博士 - 王賢誌 先生 - 蔡榮星 博士 - 文頴怡 女士 - 譚鎮國 先生 - 鄧明慧 女士 - 張業維 先生 |

資料來源：東華三院顧問局 （页面存档备份，存于）

### 行政部門
執行總監
執行總監 蘇祐安先生
醫務科
醫務科主管 李愛清
副主管(醫務) 陳奕華
- 中醫部高級醫務經理 杜偉龍
- 醫院及醫療服務部高級醫務經理 雷慧明

教育科
教育科主管 吳奇壎
- 中學部高級教育主任(中學教育)） 張業崇
- 小學部高級教育主任(小學教育) 李國毅
- 幼稚園及特殊教育部高級教育主任(幼稚園及特殊教育) 鄺美詩
- 學生輔導部高級教育主任(學生輔導) 	陳紹勤
- 策劃及發展部高級教育服務主任(策劃及發展) 黃子峰

社會服務科
社服科主管 婁振陽
副主管 (社會服務) 袁漢林
- 部門高級經理(安老服務) 伍芷君
- 部門高級經理(青少年及家庭服務) 鍾燕婷
- 部門高級經理(復康服務) 翁文智
- 部門高級經理(服務發展) 溫俊祈
- 部門高級經理(策劃及發展) 林淑芬

物業科
物業科主管	馮德基
- 建設及維修部高級項目經理 林浩華
- 產業管理部高級物業資產經理 葉德成
- 發展及計劃部高級物業發展經理	丁俐

籌募科
籌募科主管	唐國忠
- 高級籌募經理 I  陳藍姬
- 高級籌募經理 II	區淑玲
- 高級籌募經理 III	施文馨
- 高級籌募經理 IV	梁渝敏

董事局及機構行政科
董事局及機構行政科主管	蕭紀柔
- 高級董事局及委員會事務主任 張兆輝
- 高級董事局公關事務主任 蔣佩茵

財務及採購科
財務及採購科主管	莫家輝
副主管(財務) 吳景光
- 高級財務經理 吳兆章
- 高級採購經理 陳淑芬

人力資源科
人力資源科主管 陳翠凝
副主管(人力資源) 羅穆達
- 高級人力資源經理(人事)及(策劃及拓展) 曾詠詩
- 高級人力資源經理(福利及員工關係)鍾靜怡
- 高級人力資源經理(訓練及行政事務) 懸空

資訊科技科
資訊科技科主管 劉延禧
- 高級資訊科技經理 I 郭子文
- 高級資訊科技經理 II 曾少榮

企業傳訊科
企業傳訊科主管	黃錦佳
- 高級企業傳訊經理 1 蔡慧宜
- 高級企業傳訊經理 2 	張美蘭

稽核科
稽核科主管	蕭詠珊
- 高級稽核經理  I	梁兆文
- 高級稽核經理  II	麥智強

檔案及歷史文化辦公室
檔案及歷史文化總主任 袁國是
- 檔案及歷史文化主任 	陸潔珊

東華學院
校長 陳慧慈教授

## 社會影響

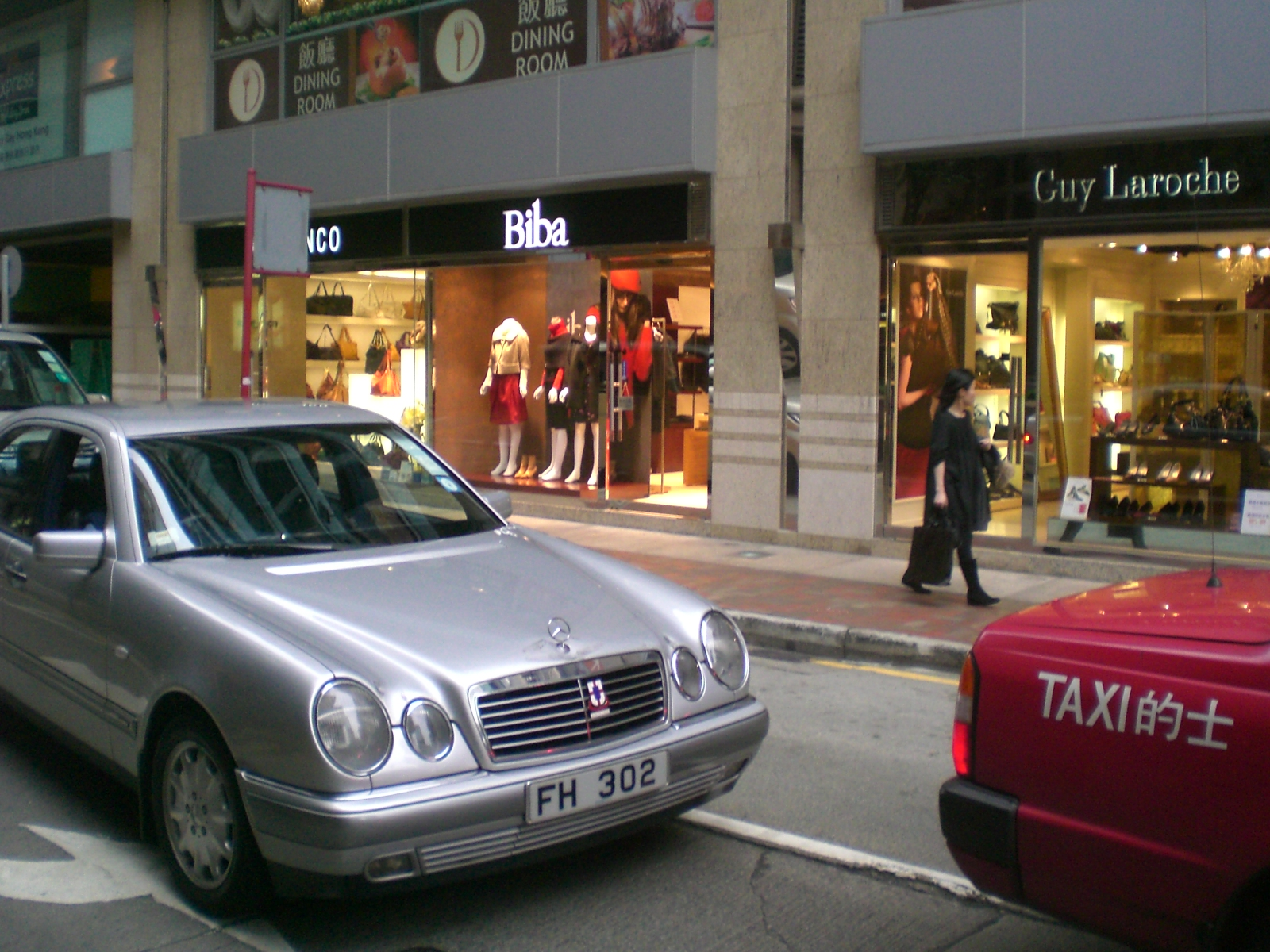
車輛前掛有東華標誌是身份的象徵，人稱「總理車」

東華醫院是香港最早的華人慈善機構。除了慈善目的外，在東華醫院成立初期至二十世紀初一段長時間內，亦曾一度是華人社會的權力中心。東華醫院的董事集中了社會上舉足輕重，及具有名望的華人紳商。按照華人社會傳統，屬於士紳階層的東院董事，經常負起排解紛爭、維持地方秩序的責任。一般華人大眾较少與西籍人士接触，而是透過東院董事向政府反映意見；政府亦樂意透過東華醫院來保持華人社會的秩序。東華醫院故此一直有特殊的社會地位，並且一直維持至二次大戰之後，方才日漸減退。

## 服務

### 醫療及衛生服務

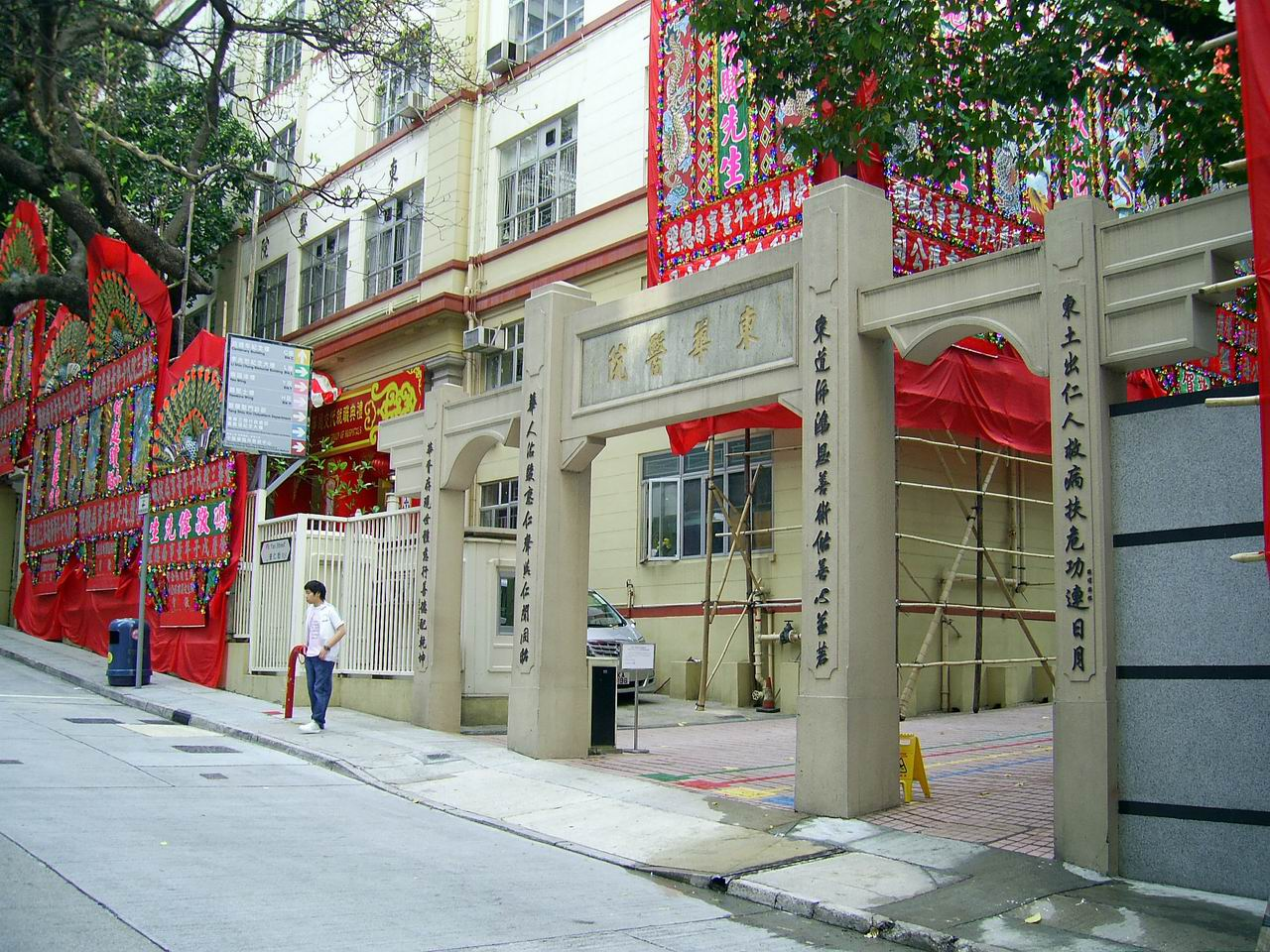
東華醫院

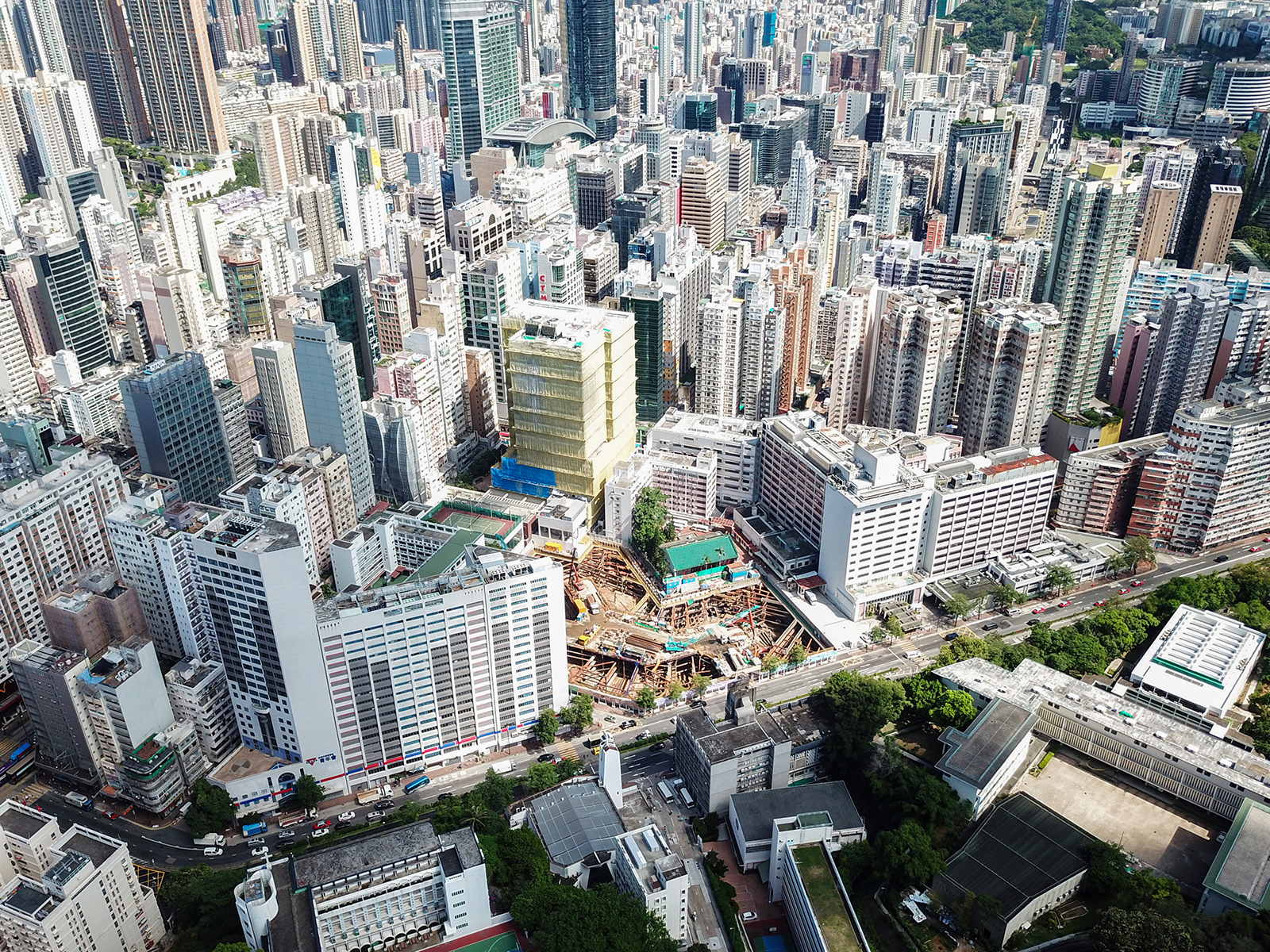
廣華醫院

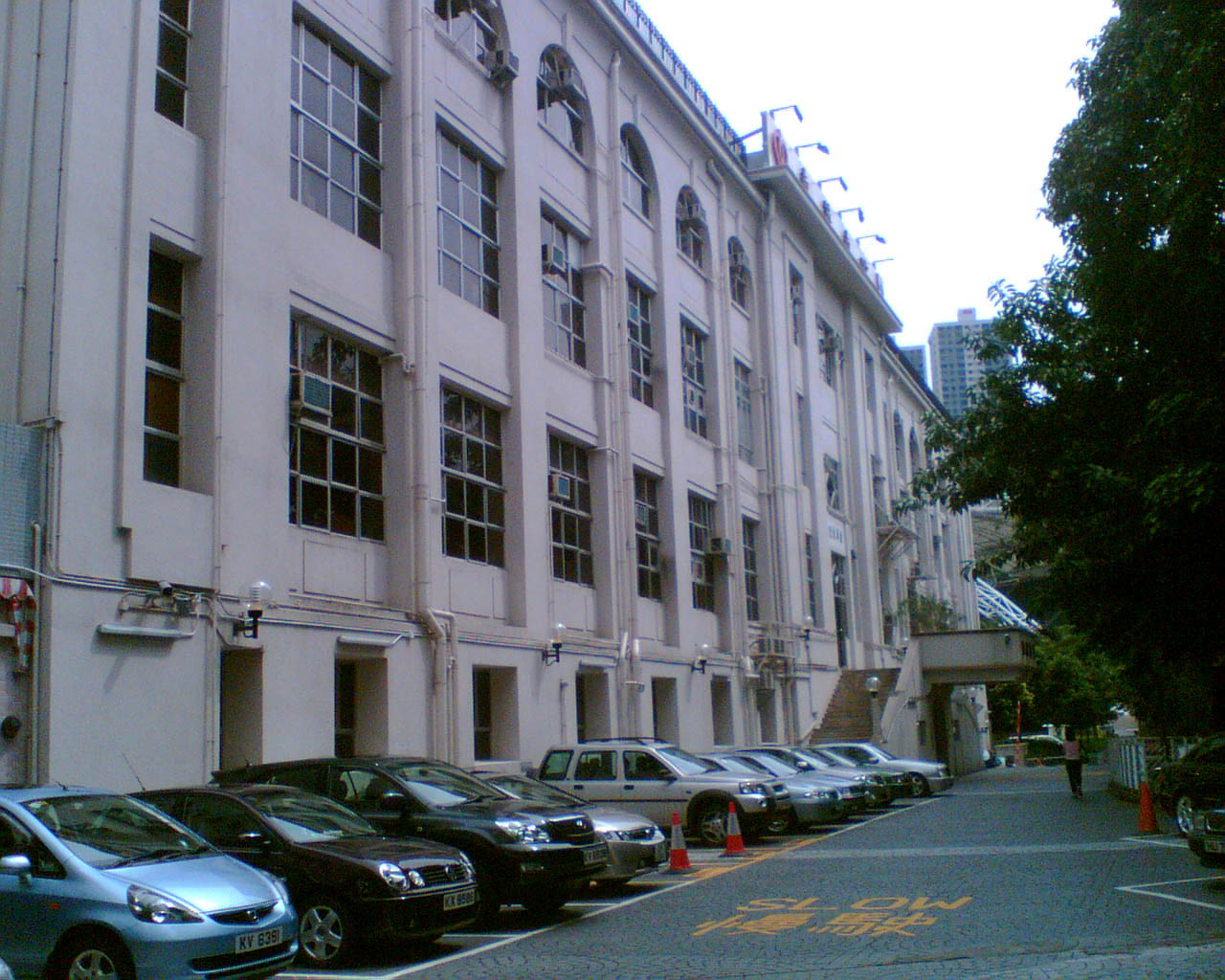
東華東院

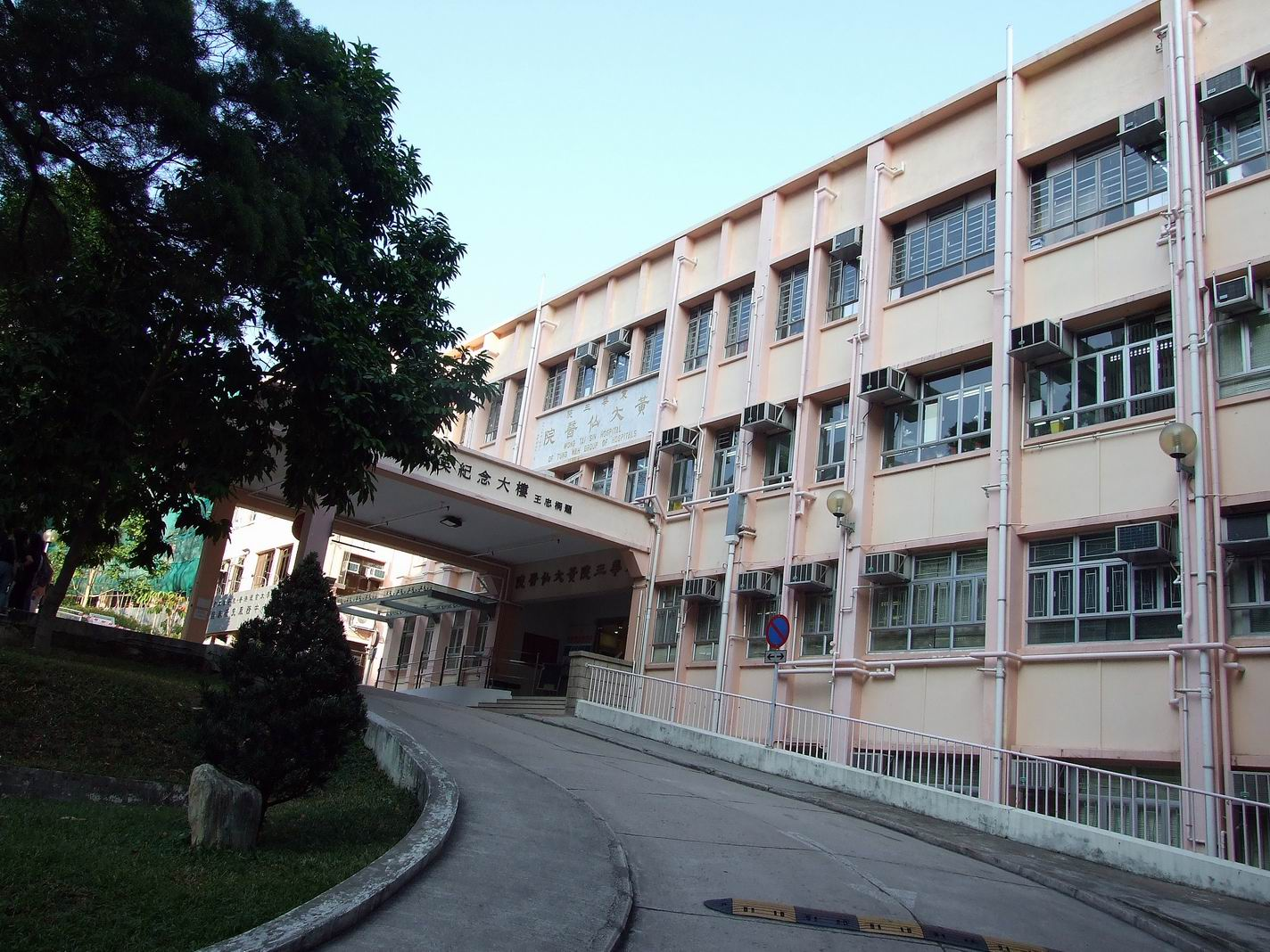
東華三院黃大仙醫院

東華三院總共有五間醫院，包括東華醫院、廣華醫院、東華東院，東華三院黃大仙醫院及東華三院馮堯敬醫院，東華董事局於1991年12月1日與醫院管理局簽訂協議，讓東華屬下五間醫院加入醫管局。截至2003年，五間醫院合共提供了3,048張醫院病床，當中約600張是免費的，其中200張由政府資助，其餘400張由東華承擔。

#### 東華醫院
東華醫院名稱取自「廣東華人醫院」之意，位於香港上環普仁街，是一所公營醫院，創立於1870年，是香港開埠以來最歷史悠久的香港三大醫院之一，亦是最早建立的華人醫院，初期由華人捐款及政府資助。醫院源於19世紀時，旅港華人生活於上環一帶，有垂危病者到太平山街百姓廟（廣福義祠）等待死亡，令義祠環境惡劣，其後被政府總登記官發現，經英文報章大肆報道而成醜聞，結果下令封閉廣福義祠，華人領袖於是倡議在附近興建華人醫院，獲港督麥當奴批准。初期醫院以中醫中藥療法，贈醫施藥，並且設有大廚房，為留醫者煎中藥，受華人歡迎。1894年香港爆發鼠疫之後，開始加入西醫療法。在1940年代，中醫門診病人劇增，所以由「贈藥材」改作「贈藥粉」，藥方按編號配藥。

#### 廣華醫院
廣華醫院名稱意指服務廣東華人為主，位於香港九龍油麻地窩打老道25號，由東華醫院董事局成立於1911年，是九龍半島第一所醫院，也是東華三院的重要成員之一。醫院1991年起由醫院管理局所管理，是九龍西區最重要的醫院之一，與東華三院黃大仙醫院及聖母醫院組成九龍中醫院聯網。
20世紀初海港以北的九龍區並沒有醫院設施，病人需要舟車勞頓到香港島就醫。至1907年，一群社會賢達建議在油麻地設立中式醫院以應付九龍及新界急速增長的人口。醫院最終耗資130,000元，歷時5年才告落成，於1911年10月9日由港督盧吉爵士主持開幕。建院初期廣華醫院只能收容72名住院病人，由於油麻地乃至九龍仍是低下階層社區，捐款相對位於商家雲集的上環東華醫院為少，日益面對經濟困難。
廣華醫院歷經多次擴建，現有病床1,284張。醫院於1993年率先設立日間手術中心，目前日間手術比率為全香港之冠，並曾耗資一億六千萬建新門診大樓，於2000年1月正式投入服務。醫院首創綜合性乳病中心亦為病人提供全面性的教育、診斷、治療、輔導及康復服務。醫院腦外科則是醫管局轄下特定的轉介中心之一，更首創一個綜合性腦外科治療區，設有電腦掃描機，腦外科手術室及腦外科加護病房。醫院亦是主要的產前檢查轉介中心之一。醫院更設有婦產科日間手術及醫療中心，配合婦女普查中心提供綜合性的服務。醫院亦積極拓展核子醫學服務，於1999年中添置核子醫學伽瑪掃描機，並於同年8月正式投入服務。現能為廣華醫院、聖母醫院及黃大仙醫院之病人提供多類型之核子醫學檢查，包括心臟、腎臟功能檢查、全身骨骼掃描、甲狀腺、肺及肝臟掃描等。

#### 東華東院
東華東院位於銅鑼灣掃桿埔東院道19號，鄰近香港大球場，是一所公營醫院，成立於1929年，由醫院管理局所管理。醫院為香港島東區的居民提供多元化的住院及門診服務。1991年12月，醫院正式加入醫院管理局，1993年加入港島東聯網。
1997年東華東院開始了醫療服務重整計劃，其中復康日間醫院於1999年2月啟用，而綜合社區復康中心和心臟復康及資源中心亦分別於2001年2月及2004年3月相繼投入服務，為病人提供更全面的社區復康評估及日間復康治療，是港島東醫院聯網的主要復康醫療中心。現時醫院主要設有眼科（東華三院盧家騶眼科醫療紀念中心）、內科、老人科、復康科、糖尿科和矯形及創傷科的住院及專科門診服務。
除了一般醫療服務外，東華東院更附設基督教院牧部、病人資源中心、東華東院婦女健康普查部、糖尿病中心牙科診所及東華三院東華東院-香港理工大學中醫藥臨床研究服務中心。

#### 東華三院黃大仙醫院
東華三院黃大仙醫院位於九龍黃大仙沙田坳道124號，前身為建於1954年位於廣華醫院內的「廣華護養院」，其後廣華重建，護養院需要覓地遷建，「黃大仙護養院」遂於1965年建立，專供年老慢性病患者入住，其後逐漸發展成為一所復康性醫院。

#### 東華三院馮堯敬醫院
東華三院馮堯敬醫院前稱「大口環護養院」，原為痲瘋病人收容所，1952年病人全部送往新建的喜靈洲痲瘋醫院。遂增加醫療設備，並改稱「東華醫院附設護養院」，專門收容東華醫院的慢性病者，以舒緩東華醫院的擠迫情況。1988年在得到「馮堯敬慈善基金」的捐款而全面翻新後，易名為「馮堯敬療養院」。直到1994年醫院管理局接手才更名東華三院馮堯敬醫院。

### 中醫醫療服務
東華醫院成立後一直為市民提供中醫服務，直至1896年首位華人西醫鍾本初醫生出任「掌院」，醫院遂成為中西醫兼備的醫院，廣華醫院及東華東院均是中西藥並用，由病人自由選擇。直至1942年日治時代，由於中藥非常缺乏，所有住院病人自此便由西醫治病，而中醫服務則維持門診服務。
香港主權移交後，為配合政府發展中醫藥的政策，在2006年東華三院率先在廣華醫院及東華醫院設立中西醫藥治療中心，為住院病人提供中醫藥服務，融合中西醫療作業。同年，東華亦成立中藥檢驗中心，負責中藥測檢、鑑定工作。

### 教育服務
東華三院於1880年興辦「文武廟義學」，開始提供教育服務。東華三院在香港共設立了52所學校，包括1所開辦專上課程的東華學院、18所中學、14所小學、15所幼稚園及2所特殊學校。除了大專院校及幼稚園，其他學校由香港政府直接資助。

### 社會服務

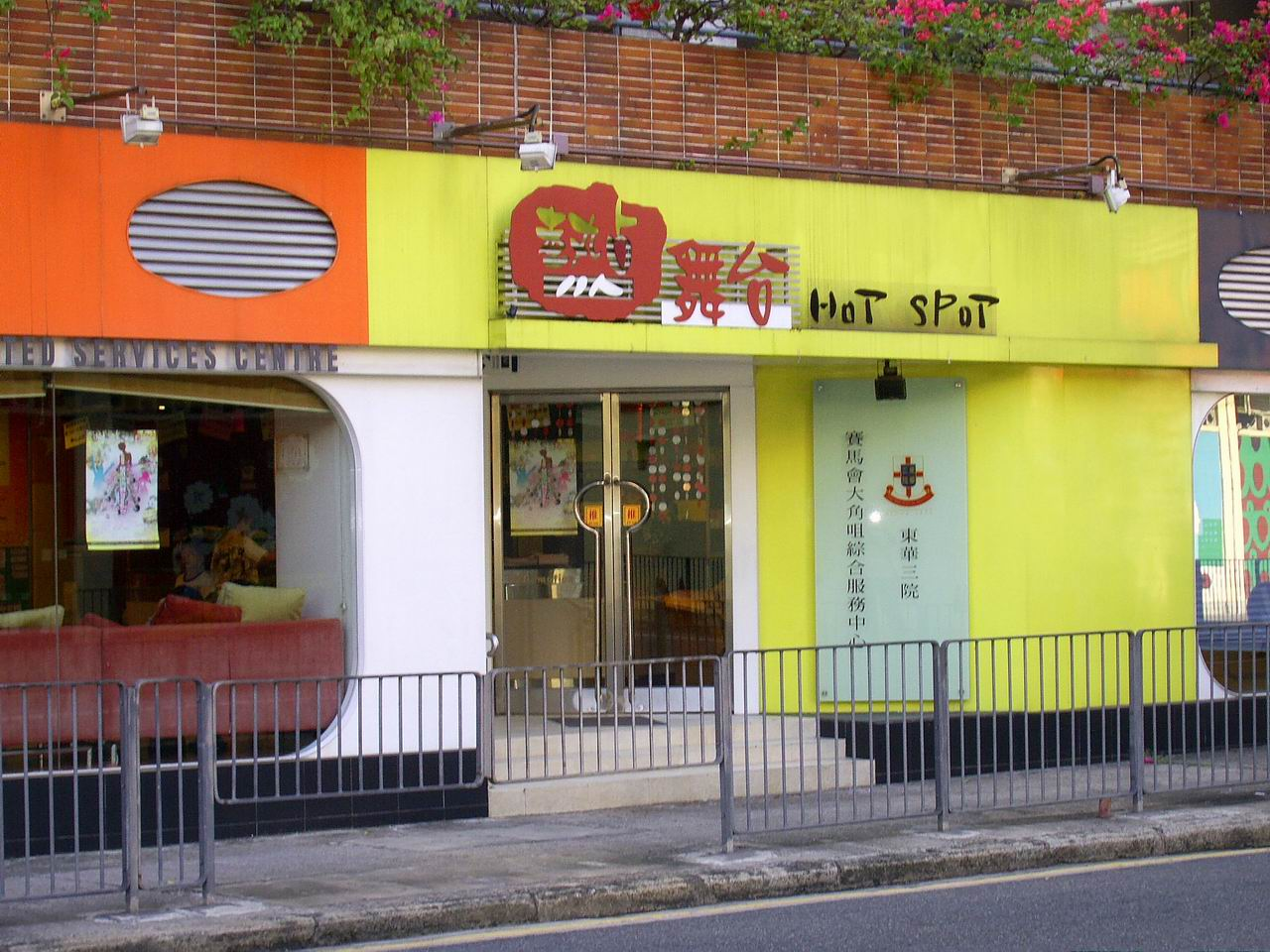
賽馬會大角咀綜合服務中心

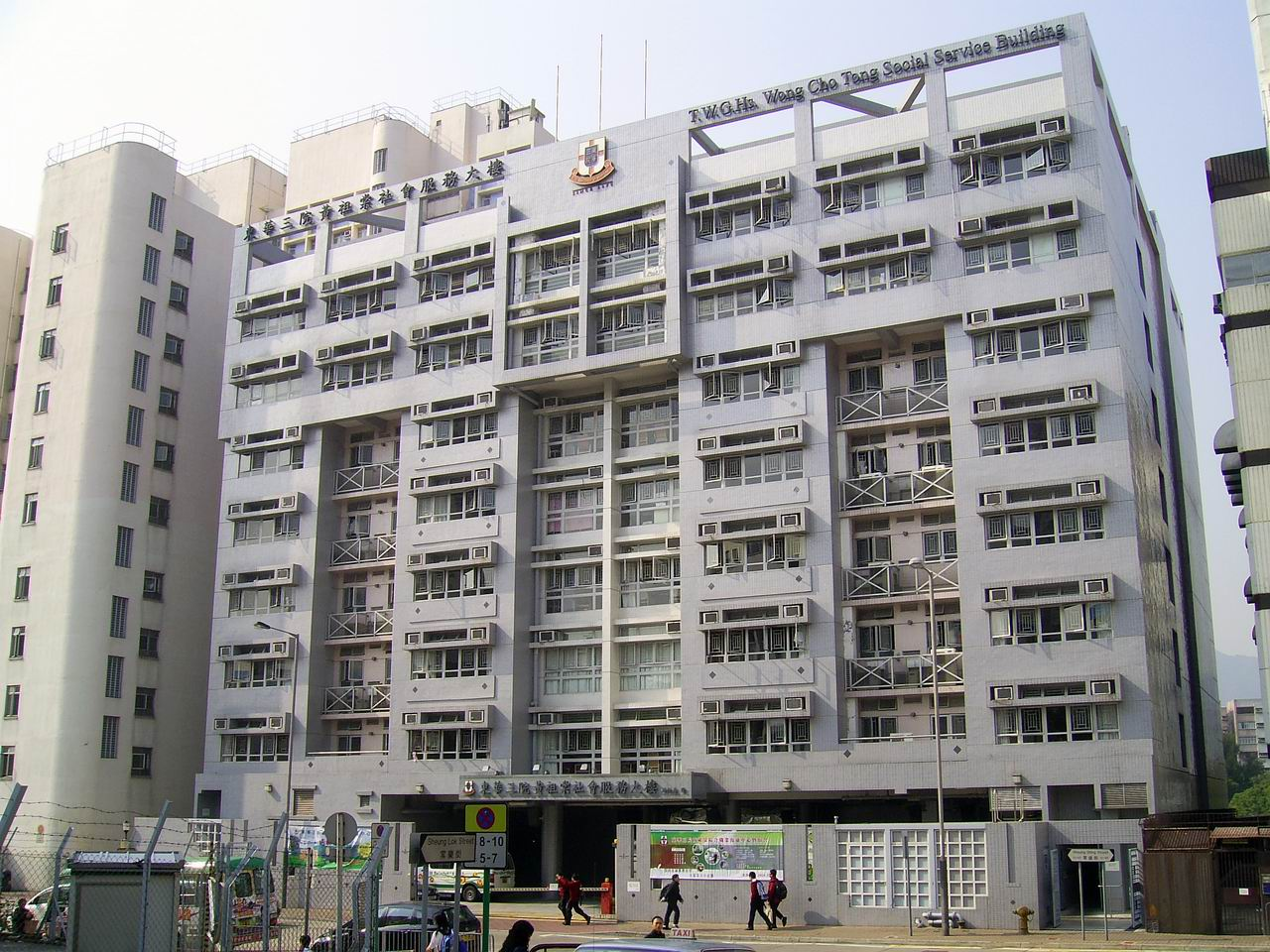
黃祖棠社會服務大樓

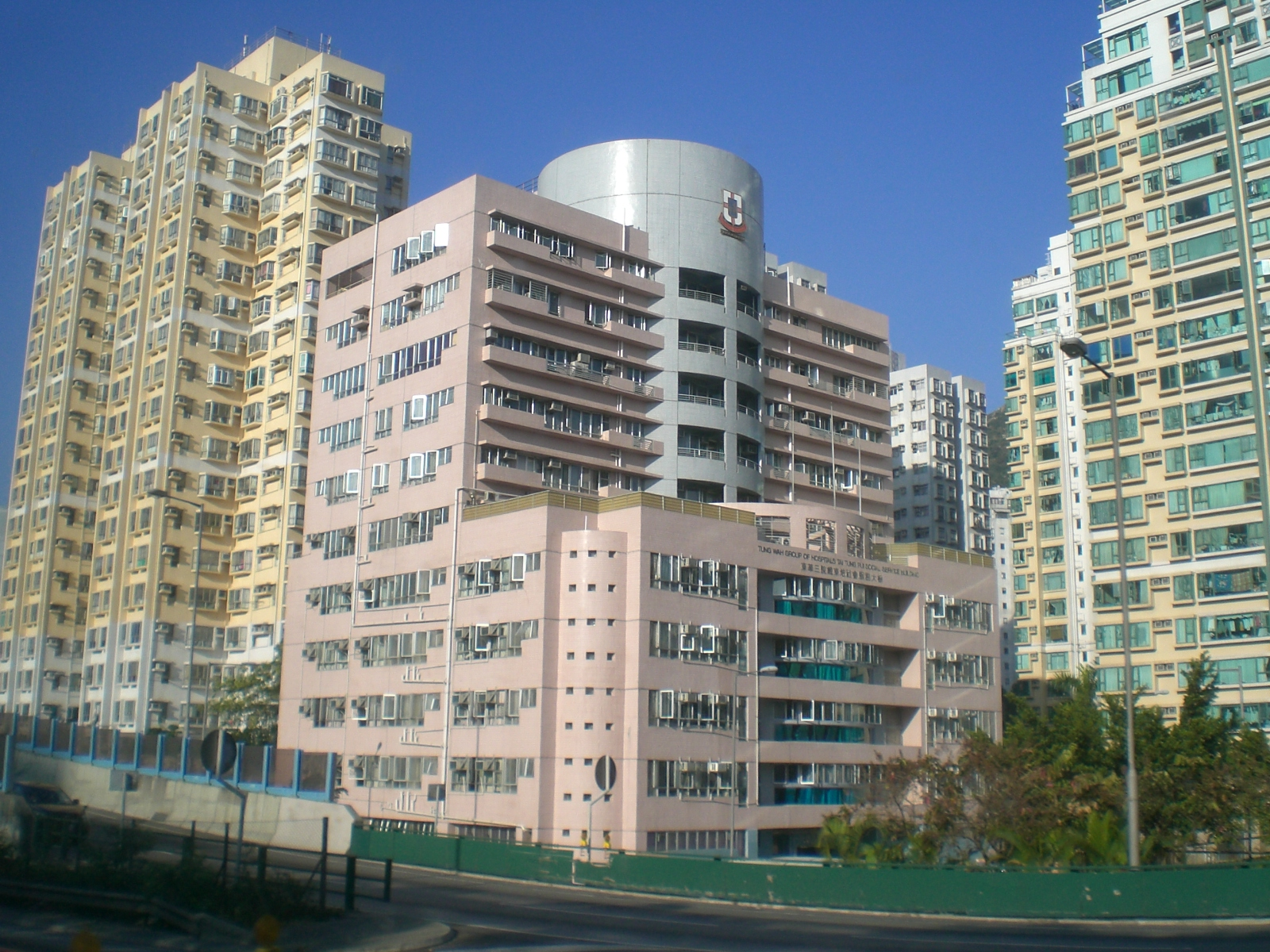
戴東培社會服務大樓

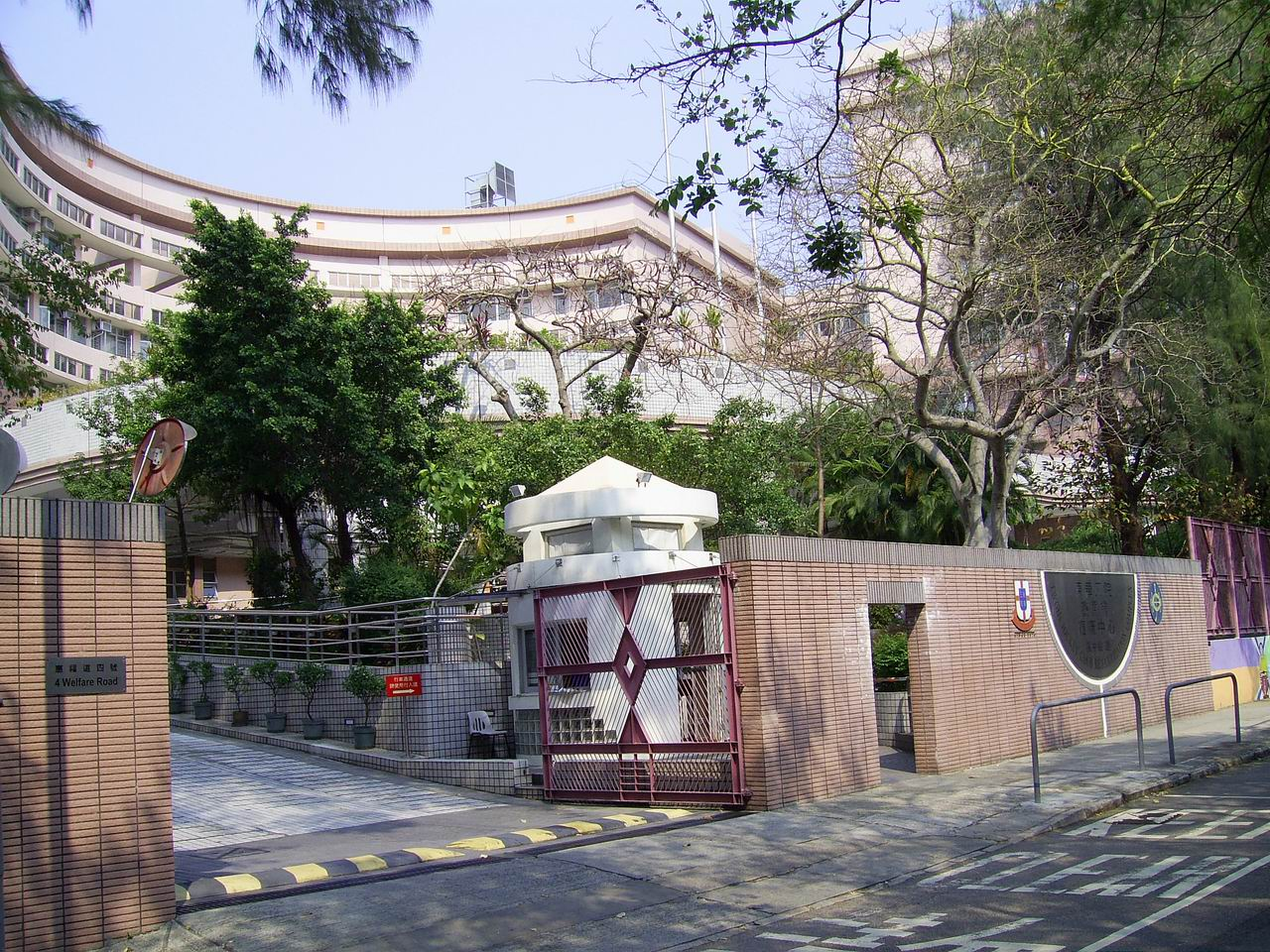
賽馬會復康中心

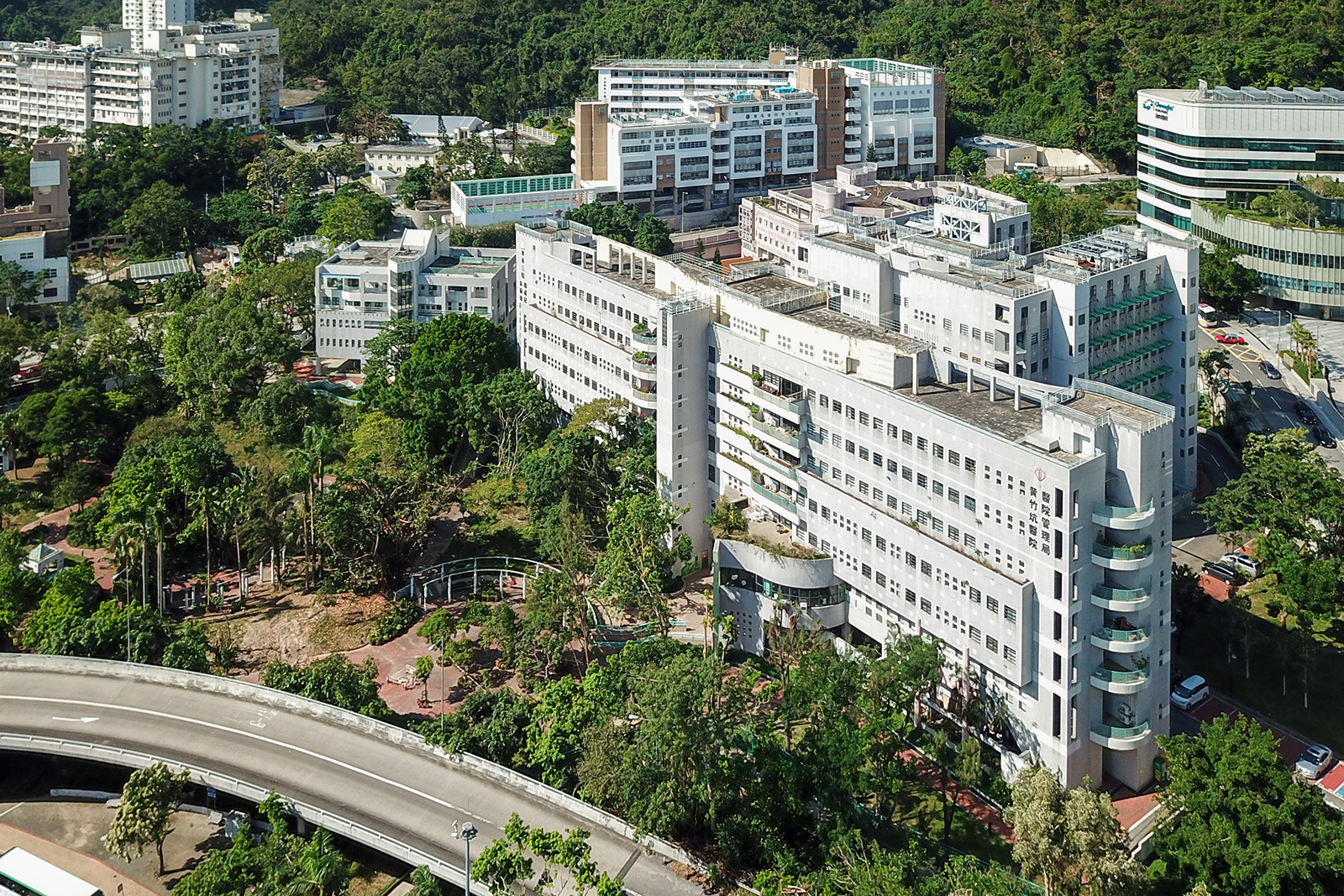
黃竹坑老人服務綜合大樓

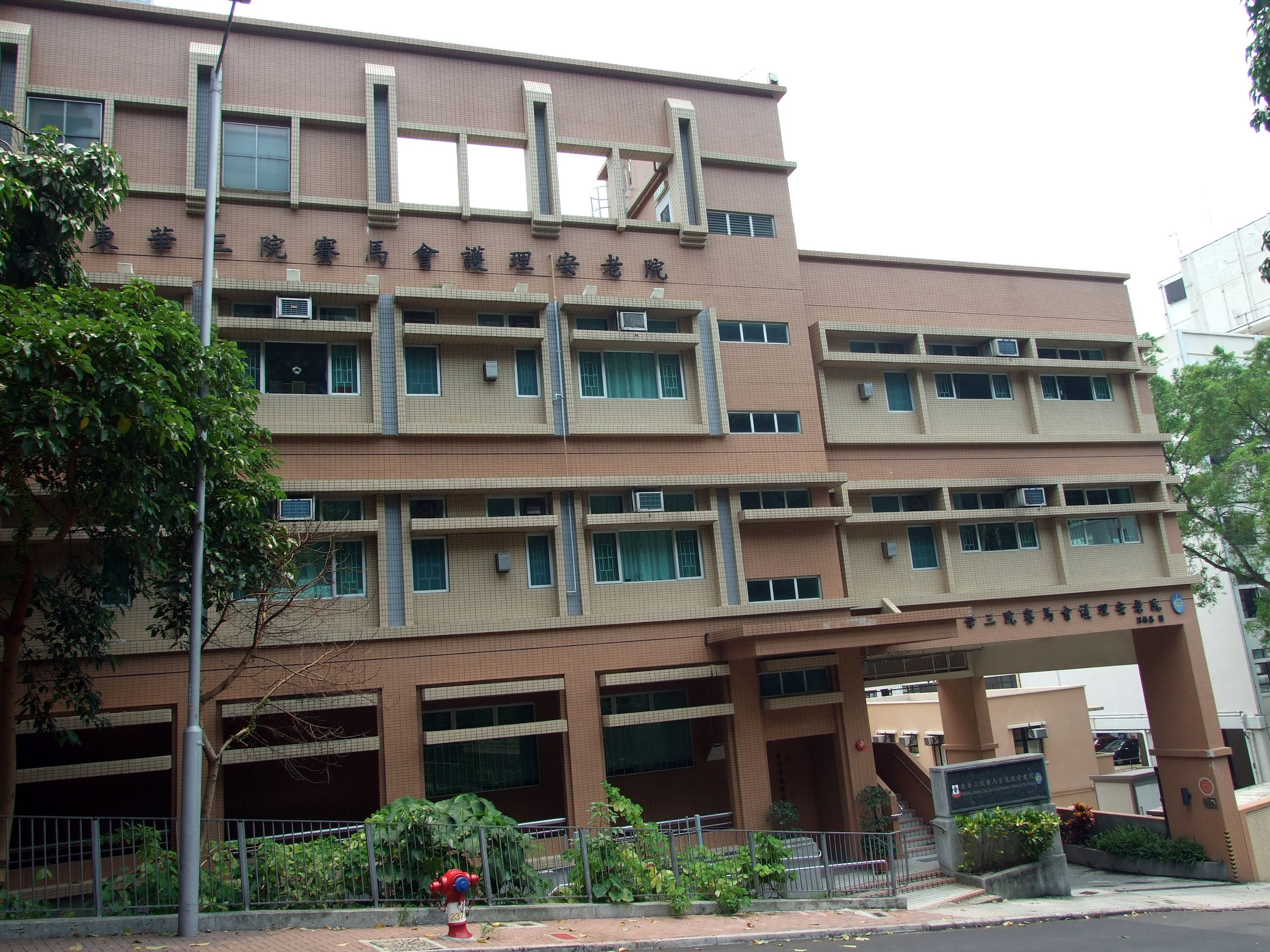
賽馬會護理安老院

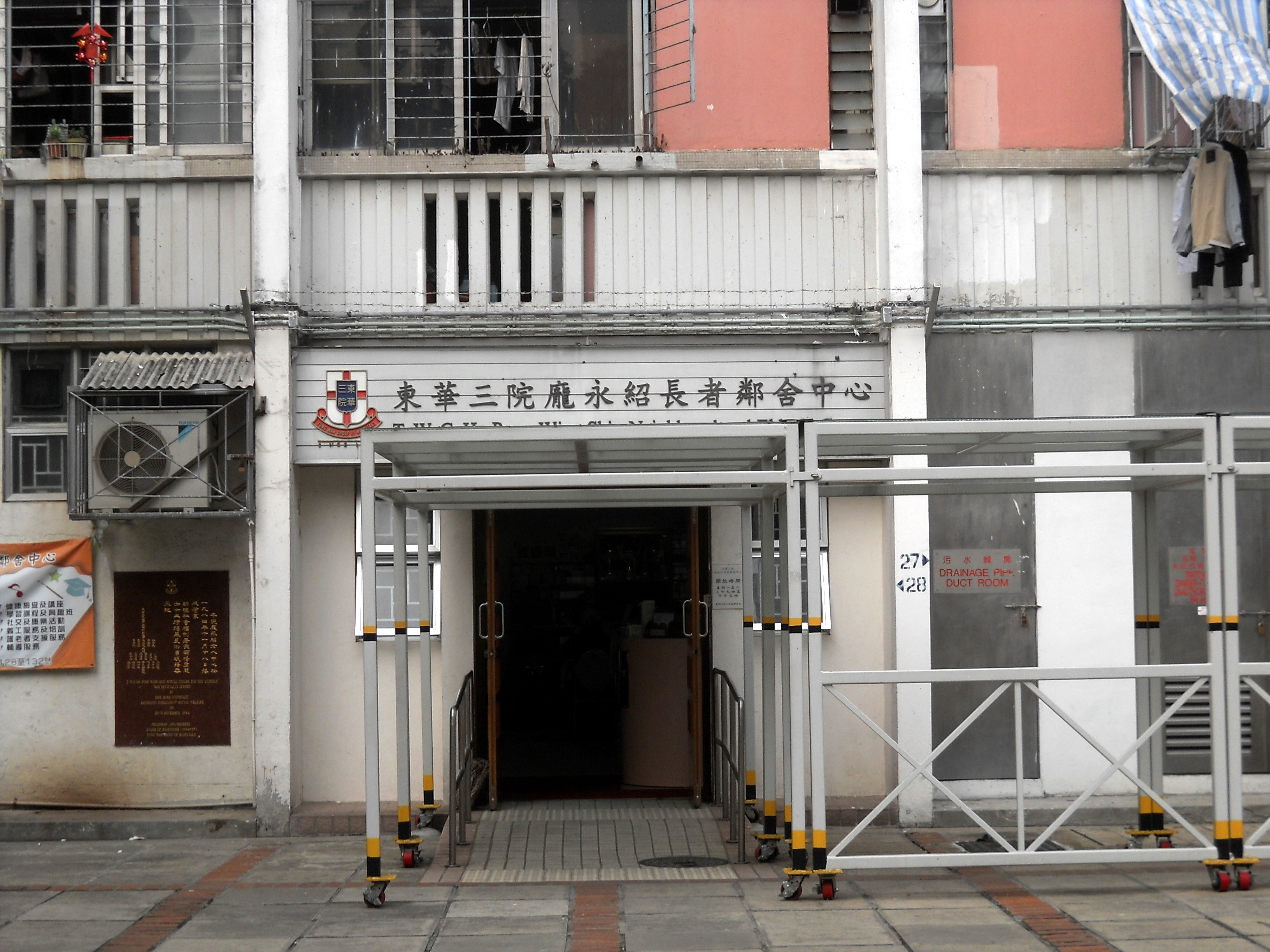
龐永紹長者鄰舍中心

#### 青少年及家庭服務
東華三院平和坊
東華三院平和坊位於灣仔駱克道，是由東華三院主辦的問題賭博輔導服務，為沈迷賭博的問題賭徒及其家人提供輔導及支援，幫助戒除賭癮，重建健康平衡的生活。東華三院平和坊乃於2003年9月創立，由政府主辦、香港賽馬會撥款的「平和基金」資助。東華三院平和坊分別提供親身到臨、電話及網上三種途徑的輔導服務。
東華三院越峰成長中心
越峰成長中心位於上環禧利街東寧大廈及筲箕灣寶文街東華三院方樹泉社會服務大樓，於2002年10月投入服務，經費由社會福利署資助，專責於香港島及離島區，提供由禁毒預防工作至戒毒輔導及治療一站式服務。
東華三院馬草壟營地
馬草壟營地位於上水古洞區，佔地超過四萬平方呎，設有七人真草足球場、露營區、燒烤場等。營地環境安全及遠離繁喧市區，絕對適合不同學校、圑體及商業機構進行戶外體驗訓練活動。同時，營地有不同類型的自然野生雀鳥、昆蟲及等植物，絕對適合假期親子活動，讓孩子更直接了解大自然的生態環境。
芷若園
東華三院伙拍社會福利署由獎券基金撥款2,000萬元資助推出的24小時危機支援熱線－18281，為性暴力受害者、家庭暴力受害人及受虐長者，提供一站式支援，計劃為期3年。中心於2008年初提供80個宿位，為有需要人士提供臨時居所。

#### 安老服務

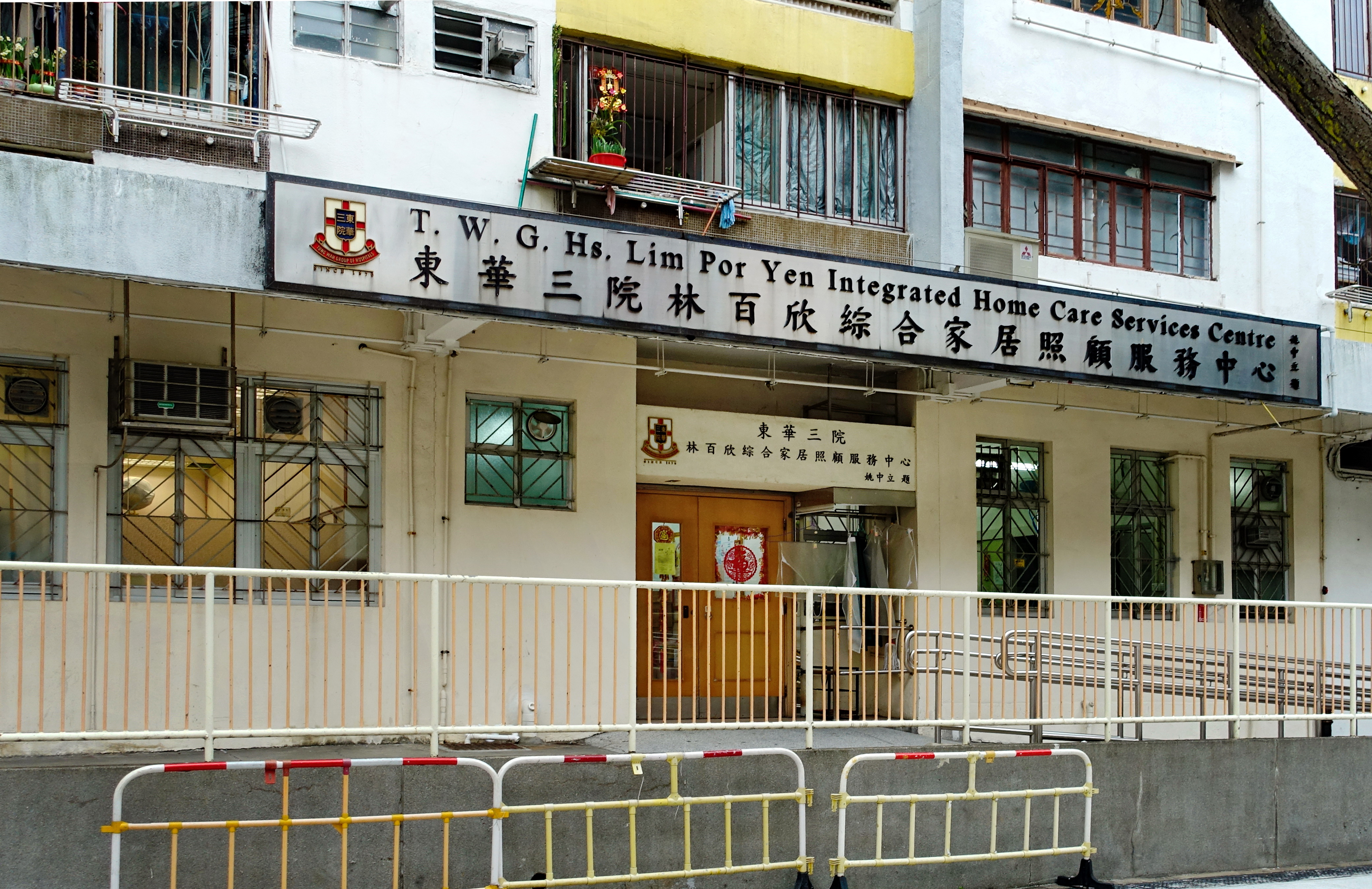
東華三院林百欣綜合家居照顧服務中心

東華三院以待長為尊的精神營運安老院舍，因此轄下所有院舍已經在2010年起禁止使用約束器具，東華三院職員亦不得在任何情況下以任何物品限制旗下院舍長者的活動能力，創全港安老院舍先河。東華三院的禁用約束物品政策得到勞工及福利局嘉許並推廣至不同安老服務機構。
社區支援服務
1. 長者地區中心／長者中心
- 王澤森長者地區中心，2003年4月改為東華三院林百欣綜合家居照顧服務中心（沙田，沙角邨）
- 方樹泉長者地區中心（筲箕灣，方樹泉社會服務大樓）
- 黃祖棠長者地區中心（何文田，黃祖棠社會服務大樓）
- 王少清長者中心（香港仔，華富邨）

專門服務
2. 專門服務
- 準提閣佛學會生命同行坊（觀塘，觀塘社區中心）, 提供殯儀諮詢及喪親者支援、生前規劃及後事執行
- 生命部落, 提供生死教育及培訓

更多社區支援服務详情及院舍服務 ，请参看安老服务。

#### 復康服務
1. 職業復康服務 
- 莫羅瑞華綜合職業復康中心（香港仔，華貴邨社區中心）
- 賽馬會藝進綜合職業復康中心（香港仔，賽馬會復康中心）
- 黃祖棠綜合職業復康中心（何文田，黃祖棠社會服務大樓）

2. 社會企業
- 創毅蔬果加工及批發服務
- 自在軒餐飲服務
- 華欣綜合清潔社

3. 嚴重智障人士日間活動中心 
- 戴東培日間活動中心（屯門，戴東培社會服務大樓）
- 賽馬會展賢日間活動中心（香港仔，賽馬會復康中心）
- 賽馬會展勤日間活動中心（香港仔，賽馬會復康中心）
- 賽馬會展恆日間活動中心（香港仔，賽馬會復康中心）
- 賽馬會展毅日間活動中心（香港仔，賽馬會復康中心）
- 賽馬會展誠日間活動中心（香港仔，賽馬會復康中心）
- 賽馬會展翔日間活動中心（香港仔，賽馬會復康中心）
- 方樹泉日間活動中心（筲箕灣，方樹泉社會服務大樓）

4. 嚴重智障人士宿舍 
- 戴東培宿舍（屯門，戴東培社會服務大樓）
- 賽馬會展賢宿舍（香港仔，賽馬會復康中心）
- 賽馬會展勤宿舍（香港仔，賽馬會復康中心）
- 賽馬會展恆宿舍（香港仔，賽馬會復康中心）
- 賽馬會展毅宿舍（香港仔，賽馬會復康中心）
- 賽馬會展誠宿舍（香港仔，賽馬會復康中心）
- 賽馬會展翔宿舍（香港仔，賽馬會復康中心）
- 方樹泉宿舍（筲箕灣，方樹泉社會服務大樓）

5. 中度智障人士宿舍 
- 賽馬會藝精宿舍（香港仔，賽馬會復康中心）
- 賽馬會藝博宿舍（香港仔，賽馬會復康中心）
- 黃祖棠宿舍（何文田，黃祖棠社會服務大樓）

6. 嚴重弱能人士護理院 
- 賽馬會健怡之家（香港仔，賽馬會復康中心）
- 賽馬會健輝之家（香港仔，賽馬會復康中心）
- 賽馬會健逸之家（香港仔，賽馬會復康中心）
- 賽馬會健樂之家（香港仔，賽馬會復康中心）

7. 視障人士護理安老院 
- 賽馬會頤安護理安老院（香港仔，賽馬會復康中心）
- 賽馬會頤養護理安老院（香港仔，賽馬會復康中心）
- 賽馬會頤樂護理安老院（香港仔，賽馬會復康中心）
- 賽馬會頤康護理安老院（香港仔，賽馬會復康中心）
- 賽馬會頤泰護理安老院（香港仔，賽馬會復康中心）
- 賽馬會頤景護理安老院（香港仔，賽馬會復康中心）

8. 長期護理院 
- 楊成紀念長期護理院（黃竹坑，黃竹坑老人服務綜合大樓）

9. 社區支援服務
- 高黃慕貞紀念全人健康中心暨AJR慈善基金復康診所（灣仔，鄧肇堅醫院）
- 樂康社區精神健康照顧服務（黃竹坑，黃竹坑老人服務綜合大樓）
- 樂群家居訓練及支援服務（香港仔，賽馬會復康中心）

#### 公共服務
東華三院為配合中國傳統風俗的需要，旗下的公共服務部一共管理17個服務單位以分別提供三大類主流服務，分為：
1. 殯儀 - 提供廉價或免費殯儀設施，並給予諮詢機會
2. 廟祀 - 管理廟宇及簽品哲理中心，以滿足大眾的傳統祭祀需要，並設延生祿位及往生神位供大眾認捐
3. 義莊 - 提供寄厝先人靈柩或骨殖及靈灰安置服務。

服務所得收入均作東華三院的慈善用途以回饋社會。

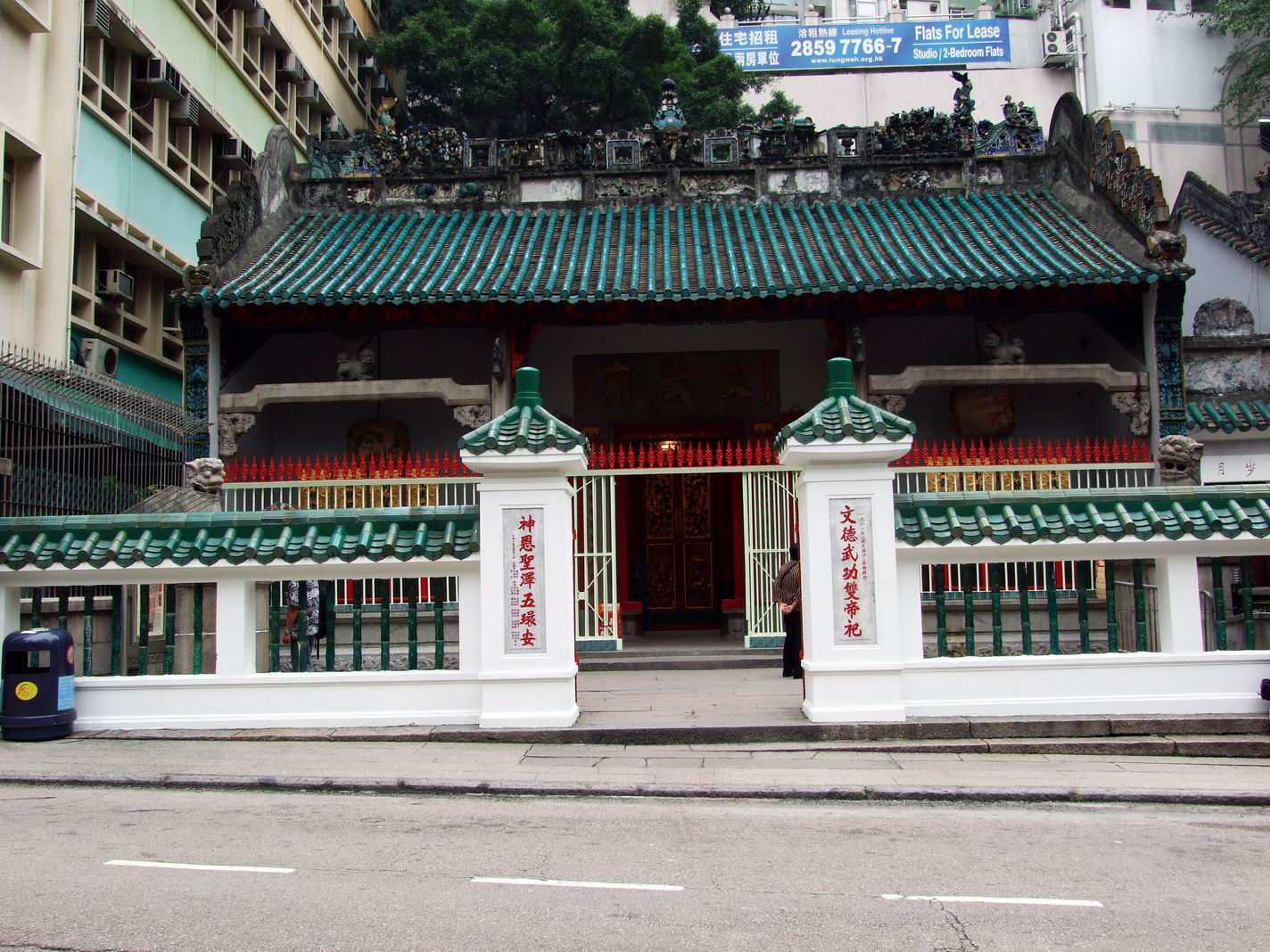
上環東華三院文武廟

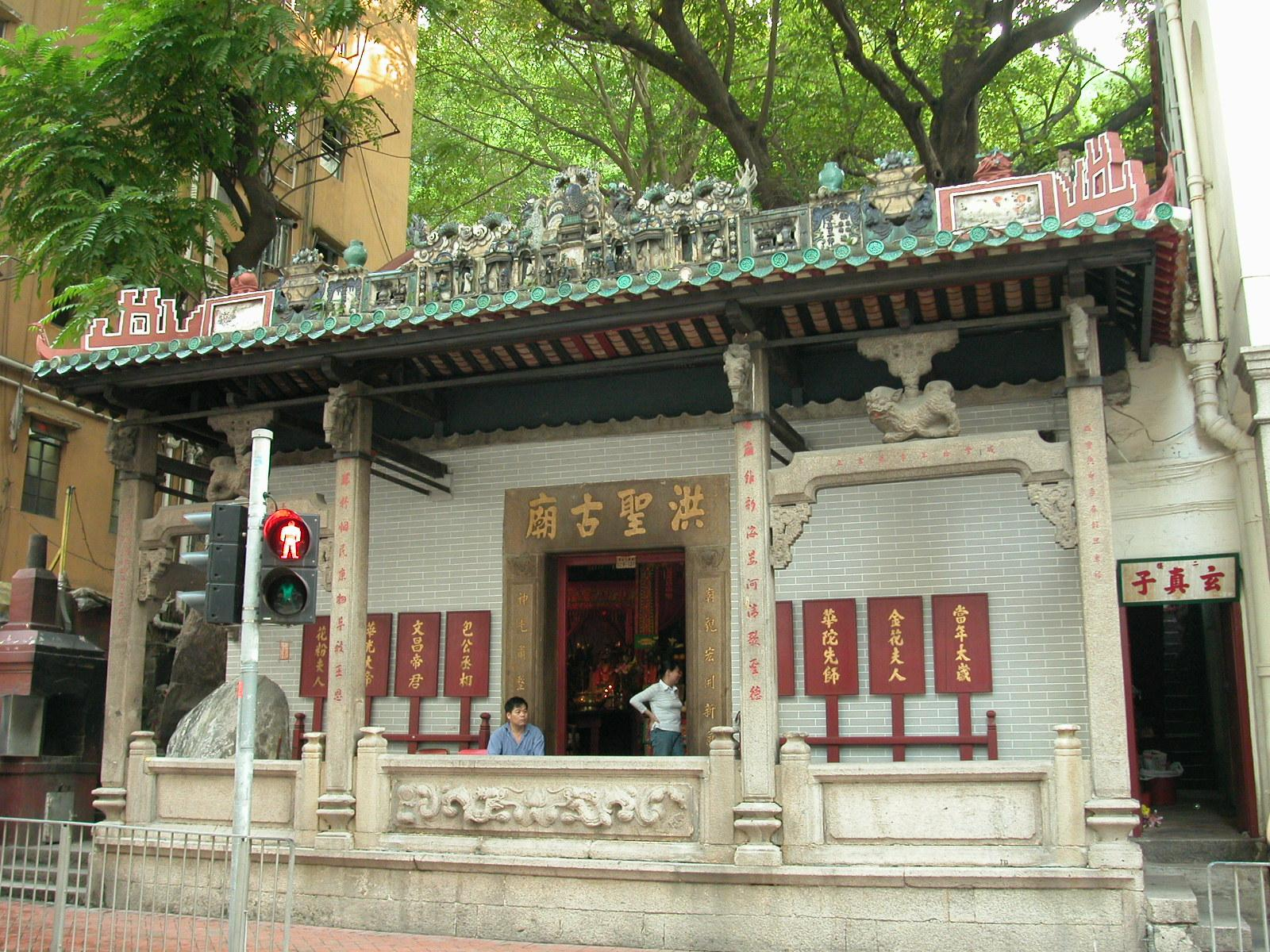
灣仔洪聖古廟

廟宇
- 東華三院文武廟（上環）
  - 東華三院列聖宮
- 慈雲山觀音佛堂
- 太平山街廣福祠（上環）
- 灣仔洪聖廟
- 油麻地天后廟
  - 油麻地福德祠
  - 油麻地社壇
  - 油麻地城隍廟
  - 油麻地書院
- 山東街水月宮（旺角）
- 黃大仙簽品哲理中心
- 福全街洪聖廟（大角咀）

殯儀及義莊服務
- 萬國殯儀館
- 鑽石山殯儀館
- 寰宇殯儀館
- 東華義莊
- 東華三院文武廟善德宮牌位庫

## 其他
東華三院文物館
東華三院文物館位於九龍油麻地窩打老道25號廣華醫院內，是介紹東華三院發展歷程的博物館。文物館前身是於1911年落成的廣華醫院大堂，現時為香港一級歷史建築。為紀念東華三院成立100週年，建築物於1970年重新粉飾，並開始有系統地收藏和整理東華三院的文物及典籍。
永祥大廈
永祥大廈位於灣仔摩理臣山道78號與祥德里交界，原為粵劇名伶鄧永祥之全資物業，其過身後家人將業權捐予東華三院。
東華三院挑戰盃
東華三院董事局於1993年為慶祝成立123週年及新行政總部落成啟用，將一座挑戰盃贈給香港賽馬會。第一屆東華三院百週年紀念挑戰盃於1994年1月19日於跑馬地馬場舉行，此後成為每年一度的賽馬錦標賽事。

## 相關歌曲
| 歌名 | 《歡樂滿東華》主題曲（作曲：顧嘉輝, 填詞：黎彼得）                                                         | 東華心（作曲：倫永亮, 填詞：小美） | 用愛將心牽（東華三院幼兒服務主題曲）（作曲：不詳, 填詞：不詳） | 善出必行(145週年主題曲)（作曲：盧世昌, 填詞：曾紀諾） | 東華三院校歌（作曲：邵光, 填詞：謝扶雅） | 活出燦爛（東華三院正向主題曲）（作曲：夏逸緯, 填詞：葉文滔、葉知林） |
| ---- | --- | --- | --- | --- | --- | --- |
| 歌詞 | 人人善有善報 事事要盡愛心 你我多施恩 行動快 莫再等 東華濟貧 齊齊行善個個奉獻多一分 東華精神 消災解苦救病困 | 熱熾獻上每分愛 每點真 扶助患難互關心 施恩想到了別人 行善我 我願能 盡我愛意獻上善心 東華心 千顆心 共行 育幼敬老也關注 莫再等 扶病助弱用真心 真心抒發了熱能 無論富或貧 為這世界種善因 東華心 千顆心 共印 互助互慰問積福行善去 盡力令這地鋪滿福利 義務地努力 服務社會敢去負責任 關注人 無盡愛心能 步近 | 愉快學習成長樂園 時常閱讀從不倦 合作不分彼此相關注 心中溫暖 活潑天真愛蹦蹦跳 無窮活力從不倦 愉快相親相愛兩手牽 齊共勉 兩手牽 心意堅 每顆真心齊互獻 讓東華上下同懷一心 將愛獻 樂韻歌聲傳遍校園 悅耳歌聲常不斷 愉快高聲歌唱兩手牽 齊共勉 兩手牽 心意堅 每顆真心齊互獻 讓東華上下同懷一心 將愛獻 兩手牽 心意堅 每顆真心齊互獻 讓東華上下同懷一心 將愛獻 | 何謂快樂 為善最樂 我兩手變樹蔭 由愛出發 扶幼安老 能盡意便無憾 每天緊記 記得善在必行 社會真的需要一顆顆愛心 無數小建樹 東華感激你 救急扶危不需關心回報 自信別迴避 無限能量 熱暖漸冷空氣 迷霧裡 平靜與祥和 釋出一股朝氣 無價的慰問 東華感激你 去將形形式式的心團結 自發自然地 全力投入 鬧市就會很美 行善去 有我伴你 | 海天一片，宏播仁風， 屬校遍港九。 有教無類，作育英才， 歷史最悠久。 晦明風雨，努力前程， 良機莫辜負。 愛東華，愛母校， 他日成材，服務社會， 報恩厚。 愛東華，愛母校， 他日成材，服務社會， 報恩厚。 | 如別去這生有多平凡 來欣賞你獨有某種燦爛 自信已在心間 從不間 定會為理想跨過高山 如若覺得每天很艱難 來祝福你未言心淡 歡笑自有時間漆黑縱使寒冷 未怕那一天再聚散 晴朗處 也有掠過浮雲 微笑裡 也會遇上刀刃 懷着感恩換來寶訓 面對若發生終會發生 榮幸 是某種緣與份 珍惜我共你 這一刻永念記 相牽引 如若覺得每天很艱難 來祝福你未言心淡 歡笑自有時間漆黑縱使寒冷 未怕那一天再聚散 晴朗處 也有掠過浮雲 微笑裡 也會遇上刀刃 懷着感恩換來寶訓 面對若發生終會發生 榮幸 是某種緣與份 珍惜我共你 這一刻永念記 相牽引 如別去想這生有多平凡 來欣賞你獨有某種燦爛 自信已在心間 從不間 定會為理想跨過高山 如若覺得每天很艱難 來祝福你未言心淡 不再害怕寒冷 看白雲輕飄散 放開學懂接受別作繭 擁抱現有期盼看豔陽多璀璨 路會更光輝更耀眼 |

## 經費

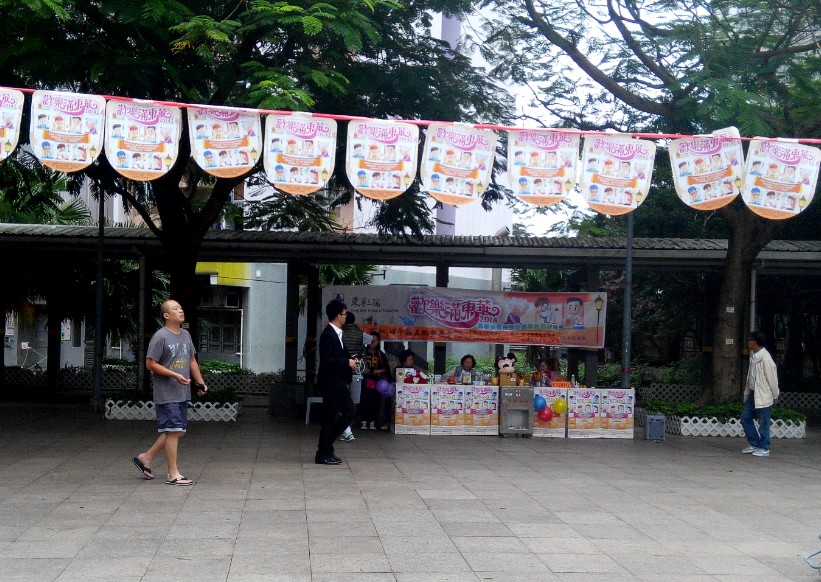
《歡樂滿東華2014》屋邨籌款活動

東華三院職員的薪酬支出是由稱為「嘗產」的出租物業收入支付，由善長捐助善款扣除活動直接開支外，全數都會用於東華服務。

### 籌款活動
東華三院每年都舉辦多項籌款活動，並設有全年捐款熱線。其中每年12月與電視廣播有限公司合辦的歡樂滿東華是最重要的籌款活動。此外，一年之中還會有數次的賣旗行動，籌募經費。
歡樂滿東華
於2007年，東華三院與電視廣播有限公司合辦一年一度的「歡樂滿東華二零零七」前奏籌款於9月底展開，包括「保健通慈善鬆一鬆」、「慈善保齡球大賽」、「慈善高爾球大賽」、「親子同樂健步行」、「慈善網球大賽」、「社會服務單位義賣活動」、「慈善屋邨及屋苑」籌款比賽及「小巴及的士義載及非專利巴士流動籌捐站」，歡樂滿東華慈善晚會於2007年12月8日舉行，共籌得8,338萬8,888港元。
東華愛心慶歡騰
曾1999-2011年與電視廣播有限公司合辦一年一度的歌唱節目。
東華三院慈善獎券
東華三院慈善獎券用於籌募免費醫療服務經費，每張20港元，是由董事局成員夫人、女總理及香港小姐負責抽獎。
「奔向共融」香港賽馬會特殊馬拉松

### 嘗產
「嘗產」租金是東華三院的主要收入之一，戰時部分商舖被毀，三院董事局於1949年組織「整理嘗業小組委員會」，負責整理一切租務事宜。1950年代三院開始進行嘗產改建工程；1963年三院董事局決定將租金收入兩成撥作改建基金，並訂立《東華三院嘗產建設計劃》（"Scheme For Development Of Tung Wah Hospitals' Properties"），當時三院嘗產遍佈港九，共有樓宇130多幢，大部分為戰前興建，首項工程為興建軒尼詩道東華大廈。

#### 住宅
- 兆忠閣（西半山巴炳頓道）
- 永祥大廈（跑馬地摩利臣山道）
- 怡禮苑（深水灣壽山村道）
- 東澤臺（中環鴨巴甸街）
- 東盛臺（半山必列啫士街）
- 世銀花苑（上環普仁街）
- 東輝花園（上環普仁街）
- 東慶閣（上環皇后大道西）
- 東銘閣（薄扶林道）
- 百年大樓1座及2座（西環域多利道）
- 書院道 9 號
- 東寶閣（油麻地新填地街）
- 東禧閣（紅磡寶其利街）
- 東星閣（九龍城城南道）
- 亞皆老街2A及2B號

#### 寫字樓
- 東超商業中心（灣仔駱克道）
- 東惠商業大廈（灣仔告士打道）
- 東華大廈（灣仔軒尼詩道）
- 東新商業中心（灣仔駱克道）
- 東耀商業大廈（中環雲咸街）
- 東協商業大廈（中環德輔道中）
- 東寧大廈（上環禧利街）
- 東慈商業中心（上環德輔道西）

#### 商舖
- 東超商業中心（灣仔駱克道）
- 東華大廈（灣仔軒尼詩道）
- 東銘閣（薄扶林道）
- 東澤臺（中環鴨巴甸街）
- 東輝花園（上環普仁街）
- 東慶閣（上環皇后大道西）
- 世銀花苑（上環普仁街）
- 永祥大廈（跑馬地摩理臣山道）
- 東寧大廈（上環禧利街）
- 東協商業大廈（中環德輔道中）
- 東慈商業中心（上環德輔道西）
- 東禧閣（紅磡寶其利街）

#### 工業單位
- 明德中心（深水埗通州街）

## 著名人物
- 顏成坤：三院統一後首任主席。
- 张中弼
- 新馬師曾
- 黃笏南
- 王賢誌： 第一位藝人出身的主席

## 言論
2019年6月26日，時值香港特區政府修訂逃犯條例，東華三院發表支持特區政府和行政長官的言論，例如反對違法暴力，支持理性和平表達意見。